# Йосиповка (Казатинский район)
Йо́сиповка (укр. Йосипівка) — село на Украине, находится в Казатинском районе Винницкой области.
Код КОАТУУ — 0521482603. Население по переписи 2001 года составляет 1119 человек. Почтовый индекс — 22154. Телефонный код — 4342.
Занимает площадь 3,14 км².
В селе действует храм Святителя Николая Чудотворца Казатинского благочиния Винницкой епархии Украинской православной церкви.

## История
- В 1945 г. Указом Президиума ВС УССР село Юзефовка переименовано в Йосиповку[2].

## Адрес местного совета
22154, Винницкая область, Казатинский р-н, с. Йосиповка, ул. Ленина, 88